# ارتش پانزدهم (ژاپن)
ارتش پانزدهم (به ژاپنی: 第15軍, Dai-jyūgo gun) یک ارتش میدانی در نیروی زمینی امپراتوری ژاپن در جنگ جهانی  دوم بود. این ارتش در حمله ژاپن به برمه در دسامبر ۱۹۴۱ شرکت داشت و بیشتر خدمات جنگی خود را در آن انجام داد.